# Amblyaspis forticornis
Amblyaspis forticornis is een vliesvleugelig insect uit de familie van de Platygastridae. De wetenschappelijke naam van de soort is voor het eerst geldig gepubliceerd in 1834 door Nees.